# Zenilton
José Nilton Veras, mais conhecido pelo apelido Zenilton  (Afogados da Ingazeira, 14 de fevereiro de 1939), é um cantor, compositor e sanfoneiro pernambucano, que ganhou fama pelo teor humorístico de suas letras, recebendo o título de "rei do duplo sentido".
Gravou 42 LPs, com cerca de 650 músicas, registrada por selos como Copacabana, Chantecler  e CBS.

## Biografia
Zenilton nasceu José Nilton Veras, em 14 de fevereiro de 1939, na cidade de Afogados da Ingazeira, Pernambuco, sendo criado em Salgueiro. 
Ainda criança começou a gostar de música e, aos 14 anos, começou a aprender a tocar acordeão, almejando um futuro como músico profissional. Seu pai, que era dentista do Exército, foi contra, apesar de fazer rolo em sanfona de oito baixos, por achar que ele deveria focar nos estudos.
Em 1958, pegou um caminhão em Salgueiro e em 18 dias chegou em São Paulo. "Veio a ideia de arrumar dois caras, um pra zabumba, e outro triângulo. Fui pra Praça da Sé. Levava um balaio, enchia o balaio inteiro, três vezes por semana". Um português lhe viu tocando nesta praça e pediu aulas de sanfona, tendo Zenilton passado a dormir em um quarto nos fundos do seu bar e a trabalhar para ele de dia.  O europeu voltou ao seu país e Zenilton comprou o bar. "E fui comprando outros. Cheguei a ter 14 bares pequenos, tipo lanchonete. Daí fui conhecendo os músicos, o povo do rádio começou a me convidar e acabei abraçando a carreira".
Em uma festa numa fazenda, Rancho Alegre (Bahia), apresentou as principais músicas de Luiz Gonzaga, que ainda ia cantar na mesma ocasião. O Rei do Baião lhe deu um carão, dizendo que Zenilton estragara seu show, recomendando-lhe achar seu próprio estilo. Foi aconselhando também por Raul Seixas, a gravar coisas engraçadas, quando então gravou "Capim Canela". No ano seguinte, sendo tocado nas principais rádios, cantou na mesma fazenda e foi parabenizado por Gonzagão.
Seu primeiro álbum, Fofocando, foi gravado em 1967 pela gravadora Chantecler, e já trazia letras bem humoradas. Usando da cacofonia ao longo da carreira, virou referência da música nordestina de duplo sentido.
Com seus trocadilhos, escapou da censura vigente na época do regime militar.
No auge, participou de eventos ao lado de artistas igualmente consagrados: Ângela Maria, Altemar Dutra, Vicente Celestino, Nelson Gonçalves, Raul Gil. Tocou no Clube do Bolinha e na Venezuela.
Na década de 1990, a banda de rock Raimundos gravou algumas de suas canções, como "O pão da minha prima", "Tá querendo desquitar" e "Rio das pedras". Zenilton fez shows e gravou com o grupo, como no programa Domingo Legal, em parceria chamada de Forrocore. Em 2014, no álbum "Cantigas de Roda", a banda brasiliense incluiu "O gato da Rosinha", outro sucesso de Zenilton.
Em 1997, foi diplomado Cidadão de Aracaju. Nesta cidade, acumula participações no festival Forró Caju, algumas vezes junto com Dominguinhos.
Em 2015, fez sucesso nas redes sociais uma música sua de protesto: "Os ladrões da Petrobrás".
Tendo morado em Portugal alguns anos, onde exerceu influência em Quim Barreiros, voltou ao Brasil, passando em São Paulo e retornando em seguida para Salgueiro.
É crítico das atuais bandas de "forró", observando falta de originalidade e apontando ainda que forró é a festa, não um ritmo. "A música continua sendo o baião, xote, a toada. Apareceram estas bandas da vida e vieram com esta história de forró".

## Discografia
- 1970 - Forró Pra Frente
- 1975 - Mulata Danada
- 1976 - Parece Mas Não É
- 1978 - Zenilton
- 1979 - Não Vá Atrás de Conversa
- 1980 - Meu Casamento
- 1981 - Cachimbo da Mulher
- 1982 - O GriLo Dela
- 1983 - O Danado Dela
- 1984 - Rola Fogo-Pagô
- 1985 - Forró Meio a Meio
- 1986 - Comilho Cru
- 1987 - Eu Vou Botar o Saco Pra Dentro
- 1988 - Educa o Branco, Educa o Preto
- 1989 - Quando Eu Ia Ela Voltava, Quando Ela Voltava Eu Ia
- 1989 - Eu Vou Pedir o Quati
- 2007 - Acabou-se Tudo
- 2008 - Zenilton - Arquivo de Sucessos
- 2008 - Zenilton e Seus Sucessos